# Lessing-Denkmal (Berlin)

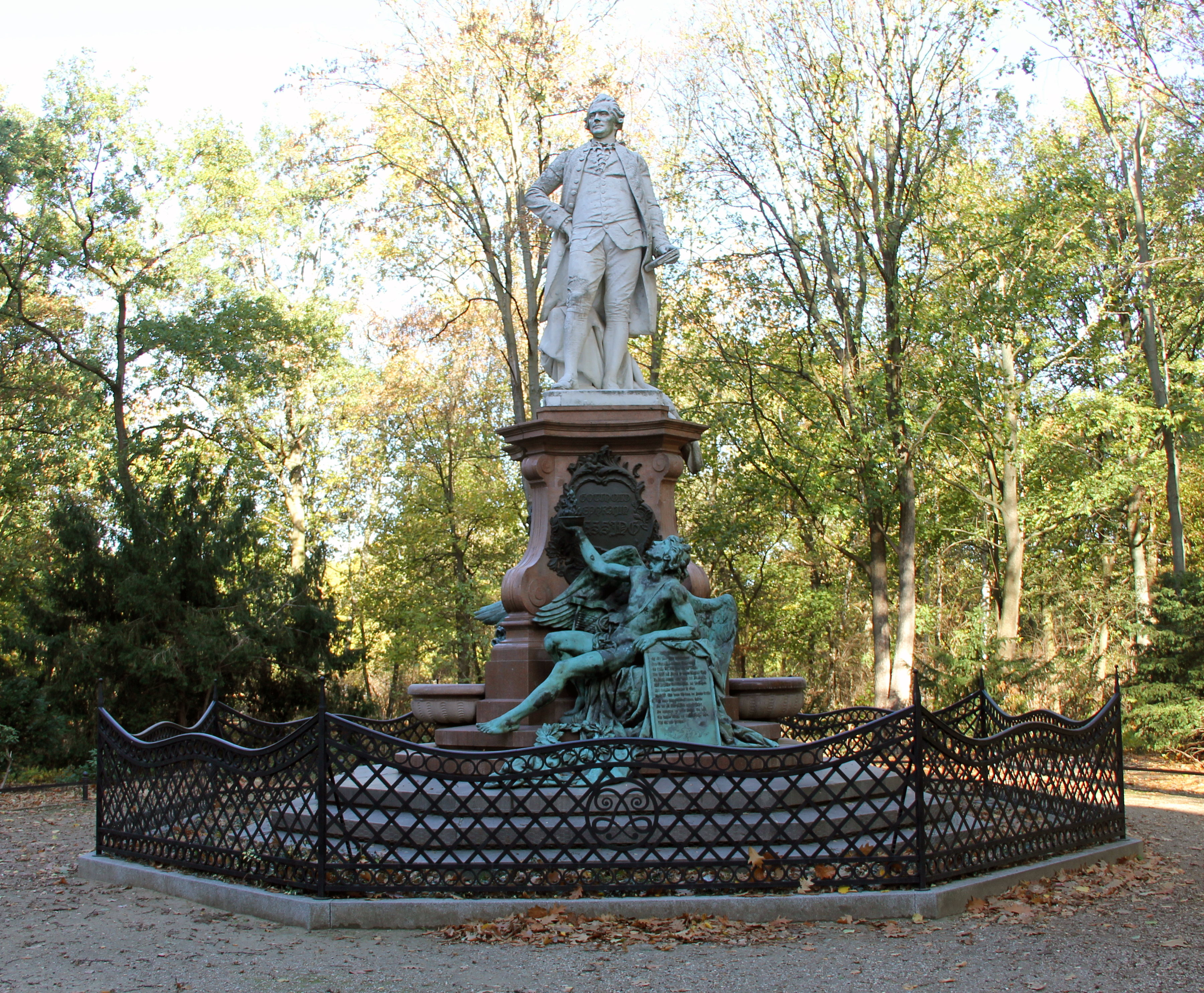
Lessing-Denkmal

Das Lessing-Denkmal am südöstlichen Rand des Großen Tiergartens in Berlin erinnert an den deutschen Dichter Gotthold Ephraim Lessing (1729–1781). Geschaffen in den Jahren 1887–1890 von Otto Lessing im Stil des Neobarock, gehört es zu den Werken der Berliner Bildhauerschule.

## Beschreibung
Das Standbild des Dichters aus weißem Marmor ist drei Meter hoch und befindet sich am südöstlichen Rand des Tiergartens, in der Nähe der Lennéstraße. Das Podest aus grauem und der Sockel aus rötlichem Granit erreichen zusammen eine Höhe von vier Metern. Die Plastiken und die Inschrifttafeln am Sockel bestehen aus Bronze. Im mittleren Teil des Sockels sind vier asymmetrisch gerahmte Kartuschen zu sehen: auf der Vorderseite des Denkmals der Name Gotthold Ephraim Lessing, auf den übrigen Seiten Reliefs der Köpfe von Moses Mendelssohn, Ewald Christian von Kleist und Friedrich Nicolai. Diese drei – der Philosoph, der Dichter und der Schriftsteller und Verleger – gehörten zu den Freunden und intellektuellen Verbündeten Lessings.
Auf Vorder- und Rückseite sieht man unterhalb der Kartuschen vollplastische, allegorische Figuren mit symbolischen Ergänzungen: vorn unter dem Namensschild die Gestalt eines Jünglings als Genius der Humanität mit flammender Opferschale, Harfe und Lorbeerkranz, dazu eine Schrifttafel mit den wesentlichen Sätzen der Ringparabel aus Lessings Stück Nathan der Weise; entsprechend auf der Rückseite die Allegorie der Kritik – ein geflügelter Knabe, der eine Geißel schwingt, umgeben von Büchern, Schriftrollen und einem Löwenfell und begleitet von einer Eule, dem Symbol der Weisheit. Links und rechts am Denkmal befanden sich über je einer kleinen Brunnenschale bronzene, als Grotesken gestaltete Delphinköpfe als Wasserspeier.

## Geschichte

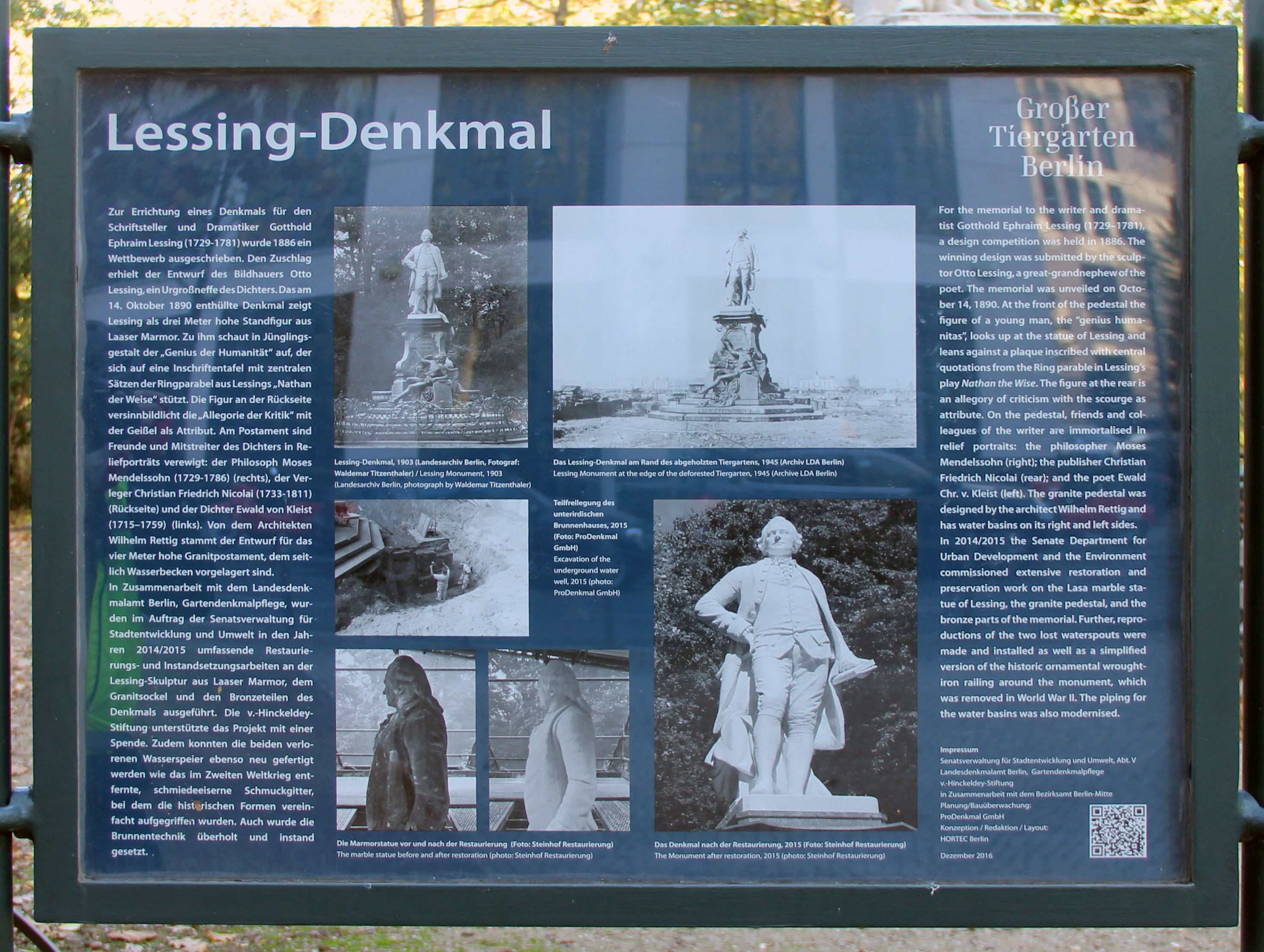
Infotafel

Aus dem Jahr 1863 datierte der Beschluss des Berliner Magistrats, drei Berühmtheiten des deutschen Geisteslebens – Friedrich Schiller, Johann Wolfgang von Goethe und Gotthold Ephraim Lessing – in Berlin durch ein gemeinsames Denkmal zu ehren. Dieser Plan wurde nicht in die Tat umgesetzt. Ein Schillerdenkmal auf dem Gendarmenmarkt, entworfen von Reinhold Begas, entstand in den Jahren 1868–1871, ein Goethedenkmal von Fritz Schaper wurde 1880 im Großen Tiergarten eingeweiht.
Schließlich rief 1886 ein Komitee unter Leitung von Carl Robert Lessing einen Wettbewerb für ein Lessing-Denkmal aus; der Initiator war ein Großneffe des Dichters und Haupteigentümer der Vossischen Zeitung, für die sein Vorfahr von 1751 bis 1755 geschrieben hatte. 27 Künstler nahmen an der Konkurrenz teil. Otto Lessing, ein Neffe des Komiteevorsitzenden und erfolgreicher Bildhauer, erhielt den Auftrag, musste jedoch zuvor seinen Entwurf noch ändern – der Sockel erschien den Auftraggebern zu schlicht. Andererseits fiel auf Wunsch von Kaiser Wilhelm I., der die Skizzen beurteilt hatte, die Figur einer Sphinx auf der Rückseite des Sockels weg. Die Ausführung des Denkmals dauerte von 1887 bis 1890, am 14. Oktober 1890 wurde es eingeweiht. In diesem Zusammenhang erhielt Otto Lessing den Professorentitel.
1923 wurde der Schweif des bronzenen Löwen auf der Rückseite gestohlen und später wieder ergänzt. Während des Zweiten Weltkriegs wurde das gusseiserne Schmuckgitter entfernt und vermutlich eingeschmolzen. Die Porträtreliefs und die Wasserspeier verschwanden nach Kriegsende. Nach 1961 befand sich die Anlage unmittelbar an der Berliner Mauer; die noch vorhandenen Bronzeteile wurden in ein Depot verbracht. Anlässlich der 750-Jahr-Feier Berlins 1987 sowie kurz nach der deutschen Wiedervereinigung 1991/92 fanden Restaurierungen statt. In den folgenden Jahren wurde das Denkmal wiederholt zum Opfer von Diebstahl und Vandalismus. Zuletzt wurde das Denkmal 2014/15 umfassend restauriert, wobei auch die beschmierten Figuren gereinigt, die gestohlenen Teile ergänzt und der Brunnenbetrieb wieder aufgenommen wurden.